# Dereveankî, Zolociv
Dereveankî (în ucraineană Дерев'янки) este un sat în comuna Pidlîpți din raionul Zolociv, regiunea Liov, Ucraina.

## Demografie
Componența lingvistică a localității Dereveankî
     Ucraineană (100%)
Conform recensământului din 2001, toată populația localității Dereveankî era vorbitoare de ucraineană (100%).